# Marat-e Balkarun
Marat-e Balkarun (en persa: مرتع بلكرون, también romanizado como Maratʿ-e Balkarūn) es una aldea del distrito rural de Sajjadrud, distrito de Bandpey-ye Sharqi, condado de Babol, provincia de Mazandaran, Irán. 
En el censo de 2006, su población era de 114 habitantes, repartidos en 30 familias. 